# Villayón
Villayón es un concejo de la comunidad autónoma del Principado de Asturias (España), localizado en la comarca occidental de la región dentro de la cuenca del río Navia. Asimismo es una parroquia de dicho concejo y una villa de dicha parroquia, capital del concejo homónimo.
El concejo de Villayón limita al norte con Navia, al oeste con Coaña, Boal e Illano, al este con Valdés, Tineo y Allande y al sur de nuevo con Allande.
Hasta 1868 perteneció al concejo de Navia, por lo que es uno de los que más tarde obtuvo su independencia.
Comprende una extensión total de 131,80 km² y su población actual es de 1064 habitantes (INE 2024). La carretera comarcal AS-25, que la conecta con Navia, es su más importante vía de comunicación con el exterior, teniendo unos accesos rodados últimamente muchos más modernos y serviciales en consonancia con la época en la que estamos.
Es uno de los municipios en los que se habla eonaviego (o gallego-asturiano).

## Geografía
En cuanto a la topografía del concejo, podemos afirmar que es montañoso, aflorando también diversos valles en varias direcciones conformados por los afluentes y subafluentes del Navia. Las altitudes más importantes son las siguientes: por el norte y el nordeste, tenemos las sierras de Arbón, Brañuas y Panondres, esta última con elevaciones superiores a los 800 metros.
Al suroeste, vemos la sierra de San Roque, con picos como los de Gargalois y el del Prado de Roque con más de 1000 metros de altitud.
Al sur encontramos la sierra de Carondio, siendo los picos Agudo y del Conde sus accidentes más destacados, con alturas que rondan los mil metros. Al sureste se encuentra la sierra de Busmayor. 
Por último y ya en los límites orientales encontramos la Bobia de Bullacente, con picos de más de 1000 metros. Si a todo esto le sumamos las lomas interiores de Loredo y Quintana, tenemos conformado la mayoría de los accidentes montañosos de Villayón.

### Geología
Cabe destacar que el terreno de Villayón presenta unas características similares a los concejos occidentales, perteneciendo mayoritariamente al siluriano, con predominio de las pizarras antiguas, Grauwacka y algunas cuarcitas, deformadas todas ellas por la orogenia herciniana. La consistencia de las fajas de pizarra es variable, rompiéndose la mayoría de ellas en hojas más o menos grandes, y convirtiéndose en material de techumbre de casas. Las cuarcitas se encuentran en la zona comprendida entre Busmente y Villayón.

### Hidrografía
El accidente hidrológico más destacado lo configura el río Navia, que recorre el concejo por su parte occidental de sur a norte, constituyendo la frontera natural con Boal, Illano y Coaña. Dentro de los numerosos afluentes y subafluentes del Navia que atraviesan el concejo, destaca el Polea, que recorre Villayón por su parte meridional de sur a norte conformando el valle de Las Lomas. Recibe las aguas de los riachuelos del Barandón y el Bullimeiro, uniéndose cerca de Trabada al Cabornel y recibiendo en las mestas al Lendeforno, dando sus aguas al Navia finalmente en la localidad de Mezana, en el vecino concejo de Boal.

### Clima
El clima está determinado por las características orográficas del terreno, presentando la mayor parte del concejo una suavidad en las temperaturas, no mostrando nunca temperaturas extremas. En las zonas más elevadas, estos rasgos suaves tienden a volverse más continentales, presentando un mayor rigor térmico, siendo frecuentes las nevadas en temporadas invernales.

### Vegetación
La vegetación autóctona está compuesta, entre otras especies, de castaño, roble y vegetación de ribera en los fondos de los valles. La tendencia de los últimos años, es la repoblar los bosques con especies no autóctonas, como pino y eucalipto. 

## Historia
Villayón se cita ya como poblado en los geógrafos romanos, cuando escriben de los astures y pésicos. Y en el territorio de estos se mantiene además del nombre Navia, que tiene el río, el de Villayón propio de un lugar que está en su ribera.
La historia del concejo de Villayón viene unido al de Navia hasta el año 1868, fecha en la que se independizó de él formando ayuntamiento propio.
De los tiempos prehistóricos del paleolítico, al igual que ocurre en muchos otros puntos de la región occidental asturiana, sólo podemos tener indicios de su existencia, pues la ausencia de excavaciones en el territorio no nos permite aclarar verdaderamente quién y cuándo fue colonizada esta tierra en sus tiempos más remotos, pues se cree que toda la zona de la desembocadura del Eo y el Navia tuvo que ser propicia para el asentamiento humano. Sí se tiene constancia de la existencia de diversos monumentos megalíticos en la sierra del Carondio, como así lo atestiguan los campos tumulares hallados. Dentro de los asentamientos castreños, también se contabilizan algunos, siendo el más importante el de Illaso, que fue utilizado posteriormente por el pueblo romano, para las prospecciones auríferas.
La transición desde la etapa colonizadora romana hasta la Edad Media, nos deja la aparición de una lápida (Pizarra de Carrio) encontrada por dos campesinos en 1926 en la localidad de Carrió, y que algunos autores sitúan en los albores de la época de la monarquía asturiana en el siglo VIII, y otros la colocan en la etapa visigoda.
En la Baja Edad Media, ya se nos presenta Villayón como parte integrante del concejo de Navia, siendo su territorio muy disputado entre diferentes poderes obispales, protagonizando la mitra Ovetense y el monasterio de Corias, una disputada pelea con el fin de obtener el control de la zona, llegando este último a dar un préstamo a Murias en su etapa expansionista con el objetivo de ejercer el dominio sobre toda la zona, cosa que ninguna de las dos obispalías consiguió, pasándose el territorio de uno a otro en infinidad de ocasiones hasta que en tiempos del rey Felipe II tiene lugar la famosa desamortización eclesiástica, comprando las gentes del concejo el territorio de Villayón, situación ésta que no aceptaron ninguna de las dos mitras, y que las hizo interponer infinidad de recursos que finalmente no llegaron a buen puerto para ellas, quedando definitivamente el concejo en poder de sus habitantes.
Durante los siglos siguientes, el devenir de Villayón estuvo estrechamente ligado con el de Navia, siendo ya en el siglo XIX, concretamente durante la revolución septembrina de 1868, cuando gracias al afán constitucionalista y la racionalidad territorial, se procede a la segregación de Villayón de Navia, creándose un ayuntamiento independiente de cinco parroquias, a las que en 1991 se les sumó otra más. Los últimos años del siglo XIX y los primeros del XX, vienen marcados por una corriente migratoria hacia ultramar, cambiando el destino en la mitad del siglo, dirigiéndose los movimientos a las zonas centrales de la región asturiana y a Navia, aunque la proximidad con este concejo vecino y la construcción del embalse de Arbón ayudan a mitigar estas pérdidas evitando estos masivos desplazamientos.
Hoy en día, Villayón presenta todo lo que cualquier y excursionista quiera ver, con unas panorámicas estupendas de la naturaleza, como las cascadas de Oneta, donde podemos disfrutar de un salto de unos 15 metros de desnivel realizado por el río Acebal.

## Demografía
Cuenta con una población de 1064 habitantes (INE 2024). Desde el año 2000 el concejo de Villayón ha perdido 902 habitantes, el 45,9% de su población.
Los datos de la pirámide de población de 2023 se pueden resumir así:
- La población menor de 20 años es el 7,71 % del total.
- La comprendida entre 20-40 años es el 14,6 %.
- La comprendida entre 40-60 años es el 26,68 %.
- La mayor de 60 años es el 51,01 %.

| Gráfica de evolución demográfica de Villayón entre 1877ª y 2021 |
| |
| ª Entre el censo de 1877 y el anterior, aparece este municipio porque se segrega del municipio 33041 (Navia) Población de derecho según los censos de población del INE Población de hecho según los censos de población del INE |

La capital del concejo es la villa de Villayón, situada en la parroquia homónima, a una altitud de 357 metros sobre el nivel del mar. Es el núcleo más poblado de todo el concejo, y ejerce su capitalidad desde el año 1868, año en el que Villayón se independizó de Navia.
De igual forma que la mayoría de los concejos pertenecientes a la comarca occidental asturiana, el flujo poblacional de Villayón desde comienzos del siglo XX hasta nuestros días, nos ofrece unas pérdidas aproximadas de 2500 habitantes, distinguiéndose dos etapas claramente diferenciadas y de signo contrario. La primera de ellas, comprende desde principios del siglo XX hasta la década de 1960, alcanzándose en el intercensal de 1950-1960, la cota más elevada de habitantes con 5335.
Por el contrario, la segunda etapa comienza en esa fecha y todavía continúa en la actualidad, marcada por una pérdida paulatina de población. Este descenso, viene motivado principalmente por los movimientos migratorios hacia las zonas centrales de Asturias.
Por otra parte, la industrialización de Navia contribuyó también al éxodo, si bien, la mejora de las comunicaciones ha permitido a sus habitantes establecer su domicilio en Villayón aun cuando su centro de trabajo está en Navia.

## Economía
El 76,52 % de la actividad económica se basa en el sector primario, especialmente, en la ganadería de vacuno lechero orientado hacia la producción láctea.
El sector secundario ocupa al 8,19 % de la población activa, centrándose en la construcción y en la producción de energía eléctrica gracias al embalse de Arbón.
Los servicios representan un 15,29 %, siendo la hostelería, la enseñanza y la sanidad las principales ocupaciones.
La renta disponible media es de 16 747 € en el año 2022, que sitúa al concejo entre los de menor renta disponible en Asturias.

## Administración y política

### Gobierno municipal
En el concejo de Villayón, desde 1979, el partido que más tiempo ha gobernado ha sido el PP, siendo Ramón Rodríguez el alcalde desde 1980 hasta su fallecimiento en 2016. Le sustituyó en el cargo de Montserrat Estefanía González quien es la actual alcaldesa, gobernando con una amplia mayoría absoluta. 
En las elecciones de 1999, el descenso de la población acarreó la pérdida de 2 concejales en la corporación municipal, pasando de 11 a los 9 actuales.
La alcaldesa es desde 2016 Montserrat Estefanía González Suárez, del PP, con una retribución de 41 240,47 € en 2022.
| Periodo   | Nombre                               | Partido | Partido                           |
| --------- | ------------------------------------ | ------- | --------------------------------- |
| 1979-1980 | José Pérez Suárez                    |         | Unión de Centro Democrático (UCD) |
| 1980-1983 | Ramón Rodríguez González             |         | Unión de Centro Democrático (UCD) |
| 1983-1987 | Ramón Rodríguez González             |         | Independiente                     |
| 1987-1991 | Ramón Rodríguez González             |         | Alianza Popular (AP)              |
| 1991-2016 | Ramón Rodríguez González             |         | Partido Popular (PP)              |
| 2016-act. | Montserrat Estefanía González Suárez |         | Partido Popular (PP)              |

| Partido político    | Partido político                                                    | 1979   | 1983   | 1987   | 1991   | 1995   | 1999   | 2003   | 2007   | 2011   | 2015   | 2019   | 2023   |
| Partido político    | Partido político                                                    | Ediles | Ediles | Ediles | Ediles | Ediles | Ediles | Ediles | Ediles | Ediles | Ediles | Ediles | Ediles |
|                     | Alianza Popular (AP)-Partido Popular (PP)                           | 0      | 1      | 5      | 6      | 7      | 6      | 6      | 6      | 5      | 7      | 8      | 8      |
|                     | Federación Socialista Asturiana (FSA-PSOE)                          | 3      | 3      | 5      | 3      | 2      | 4      | 1      | 3      | 2      | 1      | 1      | 1      |
|                     | Partido Comunista de España (PCE)-Izquierda Unida (IU)              | —      | —      | 0      | 0      | 0      | 0      | 0      | 0      | 0      | 1      | —      | —      |
|                     | Independientes de Asturias (IDEAS)                                  | —      | —      | —      | —      | —      | —      | —      | —      | 2      | —      | —      | —      |
|                     | Unión de Centro Democrático (UCD)-Centro Democrático y Social (CDS) | 6      | 0      | 1      | 2      | 2      | —      | —      | —      | —      | —      | —      | —      |
|                     | Unión Renovadora Asturiana (URAS)                                   | —      | —      | —      | —      | —      | 1      | —      | —      | —      | —      | —      | —      |
|                     | Alternativa Independiente para Villayón (AIV)                       | —      | —      | —      | —      | —      | —      | 2      | —      | —      | —      | —      | —      |
|                     | Independientes                                                      | 2      | 7      | —      | —      | —      | —      | —      | —      | —      | —      | —      | —      |
| Total de concejales | Total de concejales                                                 | 11     | 11     | 11     | 11     | 11     | 11     | 9      | 9      | 9      | 9      | 9      | 9      |

### Organización territorial
Según el nomenclátor de 2023, el concejo de Villayón está formado por las parroquias de:
- Arbón (195 habitantes)
- Busmente, Herías y La Muria (Busmente y Eirías) (126 habitantes)
- Oneta, que incluye los núcleos de población de Oneta, Brañuas y Linera. Aquí se encuentran las Cascadas de Oneta que están declaradas monumento natural (105 habitantes)
- Parlero (Parḷḷeiru) (112 habitantes)
- Ponticiella (Ponticella) (247 habitantes)
- Villayón (319 habitantes)

## Cultura

### Arte
Villayón nos deja varias muestras artísticas ofreciéndonos un recorrido por las diferentes etapas históricas. De este modo mencionaremos en primer lugar dos túmulos neolíticos hallados en Carrió, localidad de la parroquia de Villayón. En Illaso encontramos un asentamiento castreño, utilizado ya en tiempos romanos para sus trabajos en las explotaciones auríferas. De una época posterior es la pizarra hallada en Carrio, cuya cronología no está muy clara. Hay quien cree que pertenece a la dominación visigoda, y por el contrario, otras personas apuntan que ésta proviene de la etapa de la monarquía Asturiana. Esta pieza refiere a la existencia de una villa llamada Ciuscau en la que vivía el esclavo Auriolo junto a un grupo de personas del pueblo.
Dentro su arquitectura religiosa, la representación más destacada corresponde a la iglesia de San Bartolomé de Parlero. Está estructurada en una sola nave, separada del presbítero a través de un arco de medio punto, estando la cabecera, más alta que la nave, rematada en forma plana. El pórtico al sur y al oeste, poseen banco de piedra corrido. Guarda en su interior un interesante retablo del siglo XVIII de tres calles, donde la central expone la imagen de La Virgen de La Velilla, de gran devoción en todo el concejo, a la derecha se encuentra la talla de San Bartolomé y a su izquierda la imagen de La Inmaculada. El ático está presidido por una composición de Santo Domingo bajo una decoración de motivos naturales.
Además de esta edificación el concejo presenta otras con elementos importantes como la iglesia de San Pedro de Villayón y que guarda en su interior una buena talla de San Pedro, también en Villayón vemos la capilla de San José, muy pequeña y que guarda en su interior una original talla del patrón.
En Oneta encontramos la ermita de Santa María, con talla de la Virgen de Oneta. La capilla de Lergomín de Zoreda, presenta un retablo del siglo XVIII, al igual que la iglesia parroquial de Arbón. Por último en Busmente tenemos una capilla del siglo XVIII.
La arquitectura rural y popular también está presente en el concejo, conservándose varias casonas blasonadas como las de Cotarón, Pisón y Pumariego en Oneta. O las de Roque y Carbajales en Valdedo, y la de Olaya en Loredo. Todas presentan su correspondiente escudo y referencia a su concesión hidalga. También son destacables las construcciones de piedra con corredor de Oneta y las cubiertas de pizarra de Busmente, recubiertas con listones de madera.